# Henry Puna
Henry Tuakeu Puna (sinh ngày 29 tháng 7 năm 1949) là thủ tướng quần đảo Cook. Ông là lãnh đạo của đảng đảo Cook.